# Bacharel de Cananeia
O Bacharel de Cananeia (Portugal, Século XV – Capitania de São Vicente, Século XVI) foi um degredado português e posteriormente traficante de escravos, intérprete e guia de navegação. Foi levado para o Brasil, no litoral sul do atual estado de São Paulo em algum momento no começo do século XVI, onde passou a viver entre os indígenas carijós da área. É possível também datar a sua chegada no ano de 1498, em certa expedição organizada por Bartolomeu Dias e relatada no Esmeraldo Situ Orbis, de Duarte Pacheco.

## Biografia

### Primeiros anos de Degredo
Muito pouco se sabe sobre a vida pregressa do Bacharel. O que se sabe é que provavelmente desembarcou na América do Sul em algum momento do início do século XVI, possivelmente nas primeiras viagens de Américo Vespúcio. Depois disso passou alguns anos vivendo sozinho entre os indígenas antes de se juntar a Francisco de Chaves, possível sobrevivente da expedição de Aleixo Garcia ao Império Inca, e mais alguns castelhanos também possíveis sobreviventes dessa expedição. A primeira menção ao bacharel depois disso data de por volta de 1526 ou 1527, quando foi abordado por Diogo Garcia, a quem o ele forneceu mantimentos e um genro para servir de intérprete aos navegadores.

### Encontro com Martim Afonso de Sousa
No dia 12 de agosto de 1531, Pero Lopes e Martim Afonso de Sousa atracam perto do arquipélago de Cananéia e enviam Pedro Annes, o piloto da expedição, terra adentro. Cinco dias depois, o piloto retorna com Francisco de Chaves, 5 ou 6 castelhanos e o Bacharel. Os degredados conversaram, então, com o capitão-mor e esse ordena que Pero Lobo Pinheiro, parta com Chaves e mais 80 homens para o interior do continente, visto que ele havia prometido que, em dez meses, retornaria com quatrocentos escravizados carregados de prata e ouro. Essa expedição, que partiu no dia 1 de setembro daquele ano, nunca mais retornou a São Vicente, tendo, supostamente, sido dizimado pelos indígenas.

### Participação na Guerra de Iguape

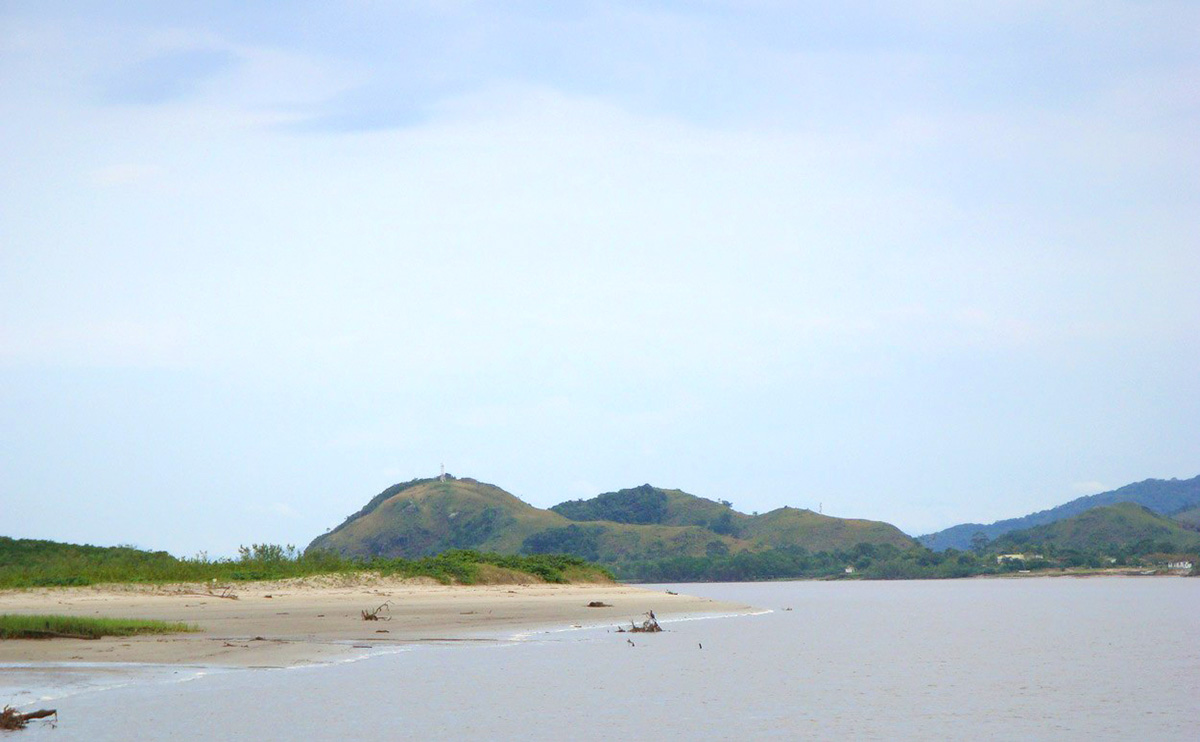
Outeiro do Bacharel visto da barra de Icapara. Segundo Ernesto Guilherme Young, teria sido ao pé desse monte onde a primeira povoação conhecida como Iguape foi construída.

Algum tempo depois - dois anos, segundo Ruy Dias de Guzmán, que o identifica como sendo Duarte Perez - o bacharel passou a viver com sua família e criados junto de alguns refugiados espanhóis que tinham se assentado na região de Iguape, liderados por Ruy Garcia Mosquera. O capitão-mor da capitania de São Vicente, Pero de Góis, exige que os espanhóis se apresentem em São Vicente para jurar lealdade a Portugal, ao seu rei, e a Martim Afonso de Sousa. O Bacharel acata essa intimação, mas Mosquera não, que começa a se preparar para um confronto contra os portugueses em São Vicente. Os vicentinos acabam sendo emboscados pelos espanhóis, que, subsequentemente, saqueiam a vila portuguesa antes de se retirarem rumo ao sul, primeiro para a Ilha de Santa Catarina e depois para o Rio da Prata.

### Final de Vida
Depois disso as fontes a respeito do Bacharel começam a rarear. Possivelmente passou certo tempo em São Vicente antes de retornar para Cananéia, onde foi requerido pela rainha da Espanha para que ajudasse o navegador Gregorio de Pesquera Rosa em carta traduzida por Afonso d'Escragnolle Taunay. Essa viagem, entretanto, nunca chegou a ser realizada.
De acordo com escritura pública, o Bacharel tomou propriedade por intermédio do padre Gonçalo Monteiro das instalações de estaleiros, arsenais e arredores do Porto das Naus (atual região de São Vicente), recebendo uma das primeiras sesmarias da colônia.[carece de fontes?]
Porém, segundo o historiador Ernesto Young, o bacharel teria falecido em Iguape.

## Possíveis identidades

### Cosme Fernandes
Alguns historiadores, como Ernesto Young, acreditam que o verdadeiro nome do bacharel era Cosme Fernandes, ou Cosme Fernandes Pessoa - por vezes chamado de Mestre Cosme - um degredado que teria sido deixado por aquelas terras por volta do ano de 1501 e que, após a sua morte, teria dado de herança as suas terras aos seus descendentes, Na escritura lavrada por segundo capitão-mor de São Vicente, em 25 de maio de 1542 em favor de Perro Correia, nota-se a menção a um "Mestre Cosme, bacharel" como proprietário de terras defronte ao Tumiaru, onde estavam instalados os estaleiros ou arsenais e o Porto das Naus.. Segundo o historiador, ainda, Cosme Fernandes teria falecido em Iguape alguns anos depois de ter se retirado de São Vicente.

### Duarte Peres
No entanto, Ruy Díaz de Guzmán, em La Argentina de 1612 afirma que o nome do bacharel teria sido Duarte Perez. Essa hipótese é corroborada pelo historiador português Jaime Cortesão, que afirma em seu livro Descobrimentos Portugueses, com base em um documento de 24 de abril de 1498, que cita um degredado de alcunha "Bacharel" que a personagem teria sido trazido em uma expedição não oficial de Duarte Pacheco Pereira em 1498. Segundo o historiador português, a ilha de Cananeia serviria como "um verdadeiro depósito de degredados" e esse homem seria a mesma pessoa que foi referenciada mais de trinta anos depois pelos primeiros colonizadores da capitania de São Vicente. Ernesto Young, no entanto, argumenta que esse seria outra pessoa devido a falta de evidências.

### Outras identidades
Segundo Theodoro Sampaio, em artigo publicado no volume 7 da revista do Instituto Histórico e Geográfico de São Paulo, alguns autores estariam hipotetizando que o bacharel seria o português João Ramalho, fundador da Vila de Santo André da Borda do Campo, e genro do chefe tupiniquim, Tibiriçá. Sampaio, no entanto, afasta essa possibilidade, atestando que Ramalho era analfabeto.
Além disso, se aventou, erroneamente, a ideia de que o bacharel seria judeu devido ao nome que deu a sua povoação, o que, atualmente, é uma noção desconsiderada pela falta de evidência e, provavelmente, advinda de uma compreensão rasa da religião judaica.